# British Home Championship 1883/84
Die British Home Championship 1883/84 war die erste Austragung des Turniers für die Fußballnationalmannschaften des Vereinigten Königreiches und fand von Januar bis März 1884 statt. Gespielt wurde in einer einfachen Ligarunde, jeder gegen jeden.
Erster Gewinner der British Home Championship wurde Schottland, das zudem auch das allererste Spiel in der Geschichte des British Home Championship gewann (5:0 gegen Irland).
| Pl. | Verein     | Sp. | S | U | N | Tore    | Diff. | Punkte |
| --- | ---------- | --- | - | - | - | ------- | ----- | ------ |
| 1.  | Schottland | 3   | 3 | 0 | 0 | 010:100 | +9    | 06:0   |
| 2.  | England    | 3   | 2 | 0 | 1 | 012:200 | +10   | 04:20  |
| 3.  | Wales      | 3   | 1 | 0 | 2 | 007:800 | −1    | 02:40  |
| 4.  | Irland     | 3   | 0 | 0 | 3 | 001:190 | −18   | 0:60   |

|                        |   |            |     |
| 26. Januar in Belfast  |   |            |     |
| Irland                 | – | Schottland | 0:5 |
| 9. Februar in Wrexham  |   |            |     |
| Wales                  | – | Irland     | 6:0 |
| 23. Februar in Belfast |   |            |     |
| Irland                 | – | England    | 1:8 |
| 15. März in Glasgow    |   |            |     |
| Schottland             | – | England    | 1:0 |
| 17. März in Wrexham    |   |            |     |
| Wales                  | – | England    | 0:4 |
| 29. März in Glasgow    |   |            |     |
| Schottland             | – | Wales      | 4:1 |